# Dysmachus kasachstanicus
Dysmachus kasachstanicus är en tvåvingeart som beskrevs av Pavel Lehr 1966. Dysmachus kasachstanicus ingår i släktet Dysmachus och familjen rovflugor. Inga underarter finns listade i Catalogue of Life.